# باتي ميلز
باتي ميلز (بالإنجليزية: Patty Mills)‏ مواليد 11 أغسطس 1988، هو لاعب كرة سلة أسترالي يلعب مع فريق سان أنطونيو سبرز في الرابطة الوطنية لكرة السلة ويحمل الرقم 8. يبلغ طوله 6 قدم 0 بوصة (1.8 م).

## فرق لعب لها
- بورتلاند ترايل بلايزرز
- سان أنطونيو سبرز

## روابط خارجية
- باتي ميلز على موقع الاتحاد الدولي لكرة السلة (الإنجليزية)
- باتي ميلز على موقع إن بي أي (الإنجليزية)
- باتي ميلز على موقع سبورتس رفرنس (الإنجليزية)
- باتي ميلز على موقع إي إس بي إن.كوم (الإنجليزية)
- باتي ميلز على موقع كلية كرة السلة في سبورتس رفرنس.كوم (الإنجليزية)
- باتي ميلز على موقع ريلجم (الإنجليزية)
- باتي ميلز على موقع بروبوليرز (الإنجليزية)
- باتي ميلز على موقع سبورتس رفرنس (الإنجليزية)
- باتي ميلز على موقع سبورتس رفرنس (الإنجليزية)
- باتي ميلز على موقع اللجنة الأولمبية الدولية (الإنجليزية)